# Операція «Еламі»
Операція «Еламі» (англ. Ellamy) це була кодова назва участі Великої Британії в міжнародній військовій операцій в Лівії. Операція була частиною міжнародного втручання націленого на впровадження безпольотної зони над Лівією згідно з резолюцією 1973 Ради Безпеки ООН, яка вимагала вживання усіх необхідних заходів для захисту цивільних. Операція коаліції отримала позначку НАТО як Операція «Unified Protector», для США це була Операція «Одіссея. Світанок». Канадська участь була операцією «Мобайл» і французька проходила під назвою операція «Арматан». У грудні 2011 було надане підтвердження, що вартість операцій була £212м – це менше ніж початкова оцінка.